# Championnat d'Amérique du Sud masculin de volley-ball des moins de 19 ans 1996
Navigation
Édition précédente Édition suivante
Le 10e championnat d'Amérique du Sud masculin de volley-ball des moins de 19 ans s'est déroulé en 1996 à Asuncion, Paraguay. Il a mis aux prises les sept meilleures équipes continentales.

## Équipes présentes
- Argentine
- Brésil
- Chili
- Colombie
- Paraguay
- Uruguay
- Venezuela

## Classement final
| Place              | Équipe    |
| ------------------ | --------- |
| Médaille d'or      | Brésil    |
| Médaille d'argent  | Venezuela |
| Médaille de bronze | Colombie  |
| 4                  | Argentine |
| 5                  | Chili     |
| 6                  | Paraguay  |
| 7                  | Uruguay   |